# Crotalus ravus
Espèce
Synonymes
- Sistrurus ravus (Cope, 1865)
- Crotalus ravus lutescens Harris & Simmons, 1978
- Sistrurus ravus exiguus Campbell & Armstrong, 1979

Statut de conservation UICN

 LC  : Préoccupation mineure
Crotalus ravus est une espèce de serpents de la famille des Viperidae. 

## Répartition
Cette espèce est endémique du Mexique. Elle se rencontre dans les États de Veracruz, de Morelos, de Tlaxcala, dans le centre-ouest du Puebla, dans le centre du Guerrero, dans le centre de l'État d'Oaxaca et dans le sud de l'État d'Hidalgo.

## Description
C'est un serpent venimeux.

## Liste des sous-espèces
Selon The Reptile Database (13 février 2014) :
- Crotalus ravus ravus Cope, 1865
- Crotalus ravus brunneus Harris & Simmons, 1978
- Crotalus ravus exiguus (Campbell & Armstrong, 1979)

## Publications originales
- Campbell & Armstrong, 1979 : Geographic variation in the Mexican Pygmy rattlesnake, Sistrurus ravus, with the description of a new subspecies. Herpetologica, vol. 35, no 4), p. 304-317.
- Cope, 1865 : Third contribution to the herpetology of tropical America. Proceedings of the Academy of Natural Sciences of Philadelphia, vol. 17, p. 185-198 (texte intégral).
- Harris & Simmons, 1978 "1977" : A preliminary account of the rattlesnakes with the descriptions of four new subspecies. Bulletin of the Maryland Herpetological Society, vol. 14, no 3, p. 105-211.